# La Compagnie des philosophes
 (septembre 2013).
La Compagnie des philosophes est un organisme sans but lucratif québécois dont la mission est d'initier le public à l'approche philosophique comme moyen d'épanouissement personnel de l'individu en relation à son environnement.
Elle fut fondée à Longueuil, QC, Canada. en avril 1999 par deux professeurs du niveau collégial, Josée Fabien et Jacques Perron, dont le but fut d'offrir une continuité à ceux que la matière intéresse, à leur sortie du collège. Leur seule ambition est de donner le goût et les moyens d'une pensée libre et personnelle s'élaborant via un dialogue critique avec la pensée de l'autre et en compagnie des grands penseurs de l'humanité. Il s'agit de vulgarisation philosophique de qualité comme il s'en fait au niveau des sciences.
La démarche s'inspire de Socrate, et vise à améliorer sa pensée pour améliorer sa façon de vivre avec soi-même, avec les autres et avec la nature.

## Événements
La Compagnie des philosophes organise cinq types d'événements pour atteindre le grand public:   

### Premier type d'événements
- Les Dimanches Philo sont des rencontres  d'une durée de quatre heures où se rassemblent une centaine de personnes pour échanger sur les grands thèmes philosophiques qui touchent l'humain au quotidien.

Un conférencier invité présente un discours sur un thème philosophique de son choix. Ensuite les participants échangent sur le sujet autour d'un léger goûter. Suivent les îlots de dialogue où chacun de la dizaine de petits groupes de huit à dix personnes discute l'une des différentes questions fournies par le conférencier. Finalement, les participants reviennent en grand groupe partager les trouvailles issues de chaque îlot de dialogue. C'est aussi une dernière occasion pour chacun de poser des questions et de faire clarifier certains points de la communication. Le conférencier résume, précise ou complète sa pensée à partir du travail des petits groupes et émet le mot de la fin.

### Deuxième type d'événements
- Journées thématiques et fins de semaines philosophiques grand public sont organisées pour faciliter la rencontre agréable de lecteurs actuels ou virtuels avec certains auteurs (penseurs, conférenciers choisis pour la teneur philosophique de leurs écrits et de leurs réflexions). La formule choisie: présentation en grande salle, interaction avec les participants et rencontres des auteurs en ateliers (avec animateur) lorsque cela est possible.

### Troisième type d'événements
- Les Cafés-philo, sans thème préalable mais animé par un philosophe d'office. Les participants choisissent sur place le sujet des discussions où ils doivent se soumettre à certaines règles comme de proposer un sujet, demander la parole pour intervenir et ne le faire qu'au micro, porter attention à l'autre (celui qui parle et non son voisin s'il n'a pas la parole) et garder en tête que le mot d'ordre est la modestie intellectuelle. Il s'agit d'une réflexion partagée et non d'un étalage de citations et d'érudition. Le philosophe d'office veille à maintenir la discussion à un niveau philosophique.

### Quatrième type d'événements
- Les Ciné-philo sont un mode de discussion sur des questions philosophiques suscitées par le visionnement de grands chefs-d'œuvre du cinéma. 
  - Le choix des films se fait par un comité de membres de la Compagnie des philosophes, guidé par le principe que les grandes œuvres cinématographiques (comme les grandes œuvres littéraires ou plastiques) peuvent susciter les grandes interrogations humaines qui ont toujours intéressé les philosophes. La démarche esthétique du cinéma remplace ici la discussion philosophique comme voie vers la sagesse. Les films choisis doivent avoir une valeur cinématographique et ne sont pas nécessairement des documentaires à portée philosophique.
  - Un dossier écrit et une présentation du film sont distribués aux participants. À la suite du visionnement, un échange est animé avec les spectateurs sur des pistes de réflexions esthétiques, techniques, philosophiques.
  - Un philosophe professionnel est invité à animer la discussion en donnant sa vision du film et des questions soulevées.

### Cinquième type d'événements
- Grande rencontre avec...

Il s'agit d'une activité de financement, un événement de plus grande envergure (minimum de 250 participants) dont le but est de permettre à la Compagnie des philosophes de lever les fonds nécessaires au support technique pour la poursuite et l'amélioration de son travail d'animation culturelle. Le fonctionnement de l'organisme, quant à lui, repose essentiellement sur le bénévolat.
N.B. Un total de 136 événements ont eu lieu durant la première décennie d'existence du club.

## Thématiques

### Thèmes couverts lors desDimanches philodepuis sa fondation jusqu'à la fin de 2009
- Causerie de Serge Mongeau, auteur de La simplicité volontaire, plus que jamais.: Simplifier sa vie, un pas vers le bonheur?
- Causerie de Jacques Perron philosophe des sciences: Peut-on être heureux sans espérance?. Réflexion sur le livre d'André Comte-Sponville, Le bonheur désespérément.
- Jacques Perron professeur au Collège André-Grasset, directeur de La Compagnie des philosophes) : De la tranquillité et l'intranquillité de l'âme. La philosophie comme remède.» Références au philosophe romain Sénèque.
- Yvon Théroux professeur au Collège André-Grasset) :Du dialogue socratique au dialogue de l'âme.
- Claude Gagnon professeur au Collège Édouard-Montpetit et cofondateur de la revue Horizons philosophiques):

Aristote sur l'âme en l'an 2000 ? Est-il pertinent d'étudier le traité de l'âme d'Aristote à l'aube du troisième millénaire?
- Sylvain Pinard professeur, philosophe et religiologue) : De la compassion sans âme. Réflexion bouddhique sur l'absence d'ego.
- Jacques Perron : La philosophie, un art de vivre... humainement. Référence au livre de Pierre Hadot, La Philosophie antique.
- Claude Gagnon : Épicure et la pensée du plaisir
- Jean Bédard philosophe et écrivain) : Nicolas de Cues, un philosophe qui croyait à la paix universelle
- Jacques Dufresne philosophe, auteur, conférencier, dir. éd. de L'Agora et de L'Encyclopédie de L'Agora : Thibon, mémoire de l'Occident
- Joseph Chbat philosophe, professeur et chercheur) : La mise en dialogue de quelques courants philosophiques pour éclairer les questions éthiques.
- Jacques J. Perron : Quelques jalons pour une sagesse du temps
- Yvon R. Théroux : Le temps à l'Orientale
- Claude Gagnon : Le Grand Œuvre alchimique ou la machine à explorer le temps
- Jean Bédard : Le temps, la liberté et l'art
- Cécile Béliveau philosophe : Déclin de la modernité et ré-enchantement du quotidien. La suite...
- Jacques J. Perron : De l'urgence de se créer des héros et des mythes pour notre temps...
- Denis Schneider (professeur d'arts plastiques et fondateur de l'Atelier d'Art Social de Montgréal) Faire de sa vie une œuvre d'art.
- Jean Bédard : L'œuvre d'art, le temps, la création et la liberté.
- Jean Carette sociologue, professeur de carrière, auteur : Picasso ou Mathusalem ? Donner au temps l'allure et le sens.
- Jacques J. Perron : Le pouvoir de la parole: philosophie, conversation et environnement
- Andrée Mathieu physicienne spécialisée dans les systèmes complexes : Pessimisme ou optimisme écologique? De la responsabilité des pays riches...
- André Michel peintre ethnographe, fondateur de La Maison des cultures amérindiennes à Mont-Saint-Hilaire : Cultures amérindiennes: réflexions sur les interactions de l'environnement humain et de l'environnement naturel.
- Jean Bédard : Comenius : l'éducation et le caractère sacré de la nature.
- Cajetan Larochelle philosophe, conteur et auteur, lauréat d'un concours littéraire international de contes et de nouvelles : Les contes de l'Éveil: une attention à l'intériorité.
- Jacques J. Perron : Philosophie et environnement.
- Cécile Béliveau : L'environnement médiatique: écran ou fenêtre sur le monde ?
- Andrée Mathieu : Sagesse, organisations et changements durable.
- Sylvain Pinard philosophe : La philosophie zen et la nature.
- Yvon R. Théroux : Une éthique pour la nature, une éthique pour le futur.
- Yvon R. Théroux : L'humanisme et la spiritualité.
- Jean Bédard: Comenius : l'éducation de la vie intérieure.
- Pierre Bertrand philosophe et auteur : Connaissance de soi et vie quotidienne.
- Jean Grondin philosophe et auteur : Du sens de la vie.
- Richard Bergeron (Théologien et auteur) : Renaître à la spiritualité.
- Paul Meunier professeur de philosophie à l'Université du Troisième Âge de Sherbrooke et professeur de théologie au Collège Laval : Entretien sur son livre: La philosophie du Petit Prince, ou le retour à l'essentiel.
- Éric Edelmann philosophe auteur de recherches portant sur l'homme intérieur en Occident et en Orient : La philosophie peut-elle nous transformer?
- Marc Chabot philosophe, professeur et auteur : Qu'est-ce qui est mort avec «la mort de Dieu»?
- Marie Gratton théologienne et professeur retraitée de la Faculté de théologie, d'éthique et de philosophie de l'Université de Sherbrooke: Femmes et spiritualités. Voies plurielles, voix singulières.
- Jean-François Malherbe philosophe et en théologien, titulaire de la Chaire d'Éthique appliquée de l'Université de Sherbrooke, auteur et formateur : Une spiritualité matérialiste est-elle possible ? Introduction à la sagesse d'Épicure.
- Jean Proulx philosophe, photographe, conférencier et auteur : Dans l'éclaircie de l'être. Essai sur la quête spirituelle.
- Claude Chagnon : Histoire de l'âme en Occident. Descartes et Bergson.
- Benoît Garceau, philosophe : Le Savoir et le Sens.  Pour une nouvelle entente entre la science, la pensée et la foi.
- Yvon R. Théroux : La conscience des limites des différents discours sur le réel permet le progrès vers plus de vérité.
- Richard Bergeron : La spiritualité chrétienne comme école de philosophie?
- Jacques Perron : La philosophie comme art de vivre... en vérité.
- Fabrice Blée : Spiritualité, philosophie et le problème de l'altérité.
- Jacques J. Perron : La santé de l'esprit critique.
- Jean Bédard: Le mal dans la beauté du monde : réflexions à partir du film de Tarkovski, Le Sacrifice.
- Marcel Goulet philosophe et coordonnateur du Département de français au Collège Édouard-Mont-petit): Montaigne. Ou du bon usage de la vie intérieure.
- Pierre Bertrand : La conversion du regard.
- Yvon Rivard (Professeur de lettres et de création littéraire à l'université McGill, conseiller en scénarisation pour le cinéma, essayiste et romancier reconnu): La santé de l'âme et le problème du temps.
- Joseph Chbat philosophe : Des intelligences multiples à l'intelligence émotionnelle.
- Yvon R. Théroux : L'équilibre entre le savoir et le croire fonde les grandes révolutions spirituelles.
- Patrick Lynes psychologue : Le besoin de l'impossible. Sagesse ou folie?
- Jean-François Malherbe : La rupture du dialogue et son dépassement.
- Claude Gagnon philosophe) : Thomas More et le sentiment de la santé.
- Panel: Quelle place pour les mythes dans le monde moderne? avec Alexandre St-Pierre, Allen Le Blanc et Jacques Perron. Les trois enseignent la philosophie au collégial.
- Yvon R. Théroux et Jacques Perron: La mutation de l'Occident : Critique du livre de Hervé Fischer Nous serons des dieux.
- Brigitte Purkhardt essayiste, romancière et auteure de littérature jeunesse, professeur de littérature érotique à l'université du Québec à Montréal: Réflexion sur l'érotisme à partir des mythes d'Éros dans l'Antiquité. Un historique.
- André Beauchamp prêtre, théologien, auteur et consultant en environnement: La peur et la fascination cachent deux conceptions mythiques de la science qu'il nous faut dépasser aujourd'hui.
- Cajetan Larochelle: Démythifier la guerre de Troie.
- Louis-André Dorion professeur de philosophie ancienne à l'Université de Montréal : Socrate, maître de sagesse et mythe fondateur de la philosophie: source d'inspiration pour le monde d'aujourd'hui?
- Jacques Perron: Vaincre les préjugés et les apparences : le mythe de la Caverne de Platon.
- Brigitte Purkhardt : La chasse-galerie : de la légende au mythe.
- Jean-François Malherbe philosophe et Blanche Paquette artiste : La pratique des Mandalas. La Dualité: mythe ou clivage au cœur du circulisme.
- Thomas Gervais philosophe des sciences de la nature et Pascal Théroux doctorant en sciences humaines Joseph Campbell et les mythes à inventer pour bien vivre la postmodernité.
- Chbat, Joseph : Vivre en harmonie avec soi et avec les autres : réflexions sur l'intelligence intra et interpersonnelle.
- Eric Darier philosophe en sciences politiques) : L'environnement, Greenpeace, l'activisme et le souci de l'autre.
- Pierre Bertrand : L'intime et le prochain. Essai sur le rapport à l'autre, Liver (2007).
- Jean Désy doctorats en médecine et en littérature québécoise, philosophe : Âme, foi et poésie (Préface de Thomas De Koninck). Montréal, XYZ (2007)
- Robert Lalonde (dramaturge, écrivain et professeur d'art dramatique) : Espèces en voie de disparition. Nouvelles. Boréal (2007)
- Sébastien Charles philosophie : Altruisme et hyperindividualisme, paradoxe des sociétés hypermodernes ?
- Guy-H. Allard philosophie : Friedrich Nietzsche: quelle place pour l'autre?
- Hubert Doucet philosophe : Emmanuel Levinas et le souci de l'autre.
- Jacques Senécal essayiste et animateur d'ateliers de philosophie : Le souci de l'autre comme source de bonheur.
- Yvon Rivard: L'écrivain et le chas de l'aiguille.
- Jean Marc Larouche professeur au département de sociologie de l'université du Québec à Montréal:  La religion dans les limites de la cité: un défi pour la pensée et le vivre-ensemble.
- Éric Volant auteur et professeur : La Maison de l'éthique
- Emmanuelle Marceau éthicienne, enseignante en philosophie, chercheuse au collégiale : Mafalda et le philosophe
- Jacques J. Perron: Souci de soi et souci de l'autre : le problème philosophique de l'attention
- Hubert Doucet auteur, chercheur et professeur en bioéthique - facultés de théologie et de médecine à l'Université de Montréal) : Hans Jonas: responsabilité et altérité
- Jacques Rhéaume philosophe, professeur associé, communication sociale et publique. UQAM) : Quand la rencontre de l'autre permet d'être soi-même
- Frédéric Julien professeur au Département de français du Collège Édouard-Montpetit, auteur) : La littérature: accueil de l'autre et construction de soi
- Céline fontaine professeur de sociologie à l'Université de Montréal, essayiste) : Qu'en est-il du souci de soi et des autres dans la société postmortelle?
- Louis Godbout philosophe, professeur et auteur : Nietzsche, la probité et le souci de soi
- Yvon Théroux, sagesse du christianisme, Sylvain Pinard, sagesse de l'hindouisme, Jacques J. Perron, sagesse de la philosophie occidentale : En temps de crise, trois voies de sagesse: philosophie, spiritualité et écologie
- Jacques Sénécal: Du souci de l'autre, au souci de soi : Spinoza le philosophe de la joie
- Antoine Robitaille correspondant à la tribune parlementaire à Québec pour le quotidien Le Devoir : Souci de soi et souci de l'autre dans les utopies de la posthumanité
- Michel Seymour professeur de philosophie à l'Université de Montréal et auteur : Souci de soi, souci de l'autre: de la tolérance à la reconnaissance
- Claude Béland ancien président du Mouvement des caisses populaires et d'économies Desjardins) : L'union pour la vie: priorité à l'homo sapiens sur l'homo œconomicus
- Jean Proulx et Jacques Languirand communicateur : Dieu ou le Tout Autre: une question qui persiste chez les scientifiques et les philosophes modernes
- Jean-François Chassay professeur, chercheur et romancier : Souci de soi, souci de l'autre: comment sortir le scientifique du laboratoire et le conduire dans les textes littéraires sans le dénaturer

### Thèmes des Journées thématiques entre 1999 et la fin de 2009
- Table Ronde «Le Bonheur au quotidien, en passant par l'amour» avec Dominic Forest philosophe (Le bonheur et les relations amoureuses) Sylvain Pinard philosophe (Des philosophes et leur régime alimentaire. Une Leçon de bonheur pour notre siècle?), et Yvon R. Théroux éthicien, religiologue (Amour, bonheur et transcendance).

- Colloque « De l'humain et du sens » avec Jacques Languirand (sur la philosophie des stoïciens et des épicuriens), Jean Bédard (Maître Eckhart), Richard Bergeron (Vivre au risque des nouvelles religions), Serge Bouchard (Sur les lieux communs et autres questions du genre...), Marc Chabot ('En finir avec soi: les voix du suicide), Sébastien Charles (Fin de siècle philosophique), Jacques Dufresne (Après l'Homme, le Cyborg?), Daniel Jacques (Nationalité et modernité), Nicole Jetté-Soucy (L'homme tragique), Antoine Robitaille (L'ingratitude. Conversation sur notre temps. Entretien avec Finkielkrauf), Jean Proulx (La Chorégraphie divine).
  - Panel sur le Rapport Proulx avec Jean-Pierre Proulx auteur du Rapport, Solange Lefebvre théologienne, anthropologue, journaliste au journal Le Devoir, Gary Caldwell sociologue.

- Journée thématique sur le bonheur avec Robert Blondin auteur de « Le Bonheur  possible » (Les gens heureux ont une histoire. Les conclusions d'une vaste enquête), Jacques Dufresne (Le bonheur et la bonne compagnie), et Jacques Perron (Le bonheur comme principal enjeu de la philosophie)

- Colloque « De l'humain et du sens, une question d'âme... » avec Jean Bédard (Maître Eckhart), Jean Carrette (L'âge dort ?), Michel Dion (L'éthique de l'entreprise), Jacques Dufresne (Après l'Homme... le Cyborg ?), Benoît Lacroix, o.p. (La foi de la mère), Michel Noël (Le Cœur sur la braise), Serge Robert (Les mécanismes de la découverte scientifique : une épistémologie), Suzanne Guy cinéaste (Du cœur à l'âme)
  - Du cœur à l'âme, avec ou sans Dieu de la cinéaste Suzanne Guy, l996, 86 min - Producteur Marc Daigle.
  - Panel oriental-occidental sur l'âme avec Isabelle Bouthillier (L'âme selon Jung), Sylvain Pinard (L'âme dans la pensée orientale), Yvon R. Théroux (L'âme selon la pensée occidentale)

- Colloque « De l'humain et du sens. Le travail mis en question... » avec Jean Carette (Après la vie de travail, le travail de la vie...), Isabelle Bouthillier et Éric Riendeau-Fontaine (Jalons pour une philosophie du travail favorable à la jeunesse, la famille et la citoyenneté.), Le père Dominic Minier Abbaye St-Benoît-du-Lac (Le travail monastique comme source d'inspiration dans un monde qui passe par une crise aiguë du sens.), Patrick Lynes psychologue (La nécessité de préserver ses idéaux dans un monde du travail en profonde mutation), Cécile Béliveau (La réalité moderne du travail vue par les yeux de Chaplin), Yvon R. Théroux et Jacques Perron (La quête du sens en entreprise, à la suite du Forum international sur le Management, L'Éthique et la Spiritualité, HEC, mai 2001), Thomas De Koninck (Mondialisation du travail, mondialisation de la dignité humaine ?)

- Fin de semaine philosophique grand public Une sagesse... pour l'environnement avec un Documentaire de Carole Poliquin (Le Bien Commun : L'assaut final (ISCA, 2002)), Marc Chabot philosophe et essayiste (sur la notion du bien commun), Jacques Dufresne philosophe et Andrée Mathieu physicienne (Naviguer dans l'incertitude. Comment agir de façon raisonnée en « ignorance de cause »?)
  - Panel avec Yvon R. Théroux (Hans Jonas : Une éthique pour la nature, une éthique pour le futur), Sylvain Pinard (Écosophie bouddhique pour le temps présent), Cajetan Larochelle (Socrate écologiste ?)
  - « Quelques raisons d'espérer. Menacé par l'homme, l'environnement sera sauvé par l'homme »(O.N.F. - 2001, 84 min), présenté par Pierre Dansereau auteur du documentaire.

- Colloque du cinquième anniversaire de La Compagnie des philosophes - De la nécessité de penser autrement nos rapports à la nature, à l'autre et à soi-même  avec Raoul Duguay, poète-philosophe et Cajetan Larochelle, philosophe (Sagesse, délices et musique), Jean-François Malherbe (Penser autrement la violence), Louise Vandelan sociologie (De l'audace à l'urgence d'une pensée écologique)
  - Table ronde Penser autrement les rapports entre âges et cultures avec Jean Carette (Les rapports entre les âges... les cultures... ferments très efficaces du changement social), Pierre Chénier, membre de l'équipe d'Espaces 50 + de l'UQAM  (Son expérience du croisement des rapports inter-âges et inter-cultures), André Bergeron (Des transmissions d'héritages et de leurs dimensions éthiques), Stéphane Trépanier, Bachelier en travail social et en communication (L'âge ne fait pas le moine), présentation d'un documentaire.
  - Anne-Marie Tougas présente son documentaire « Raymond Klibansky - De la philosophie à la vie »

- Sixième Colloque philosophique grand public Philosophie, vie intérieure et bonheur, avec présentation de la fresque du peintre Raphaël L'École d'Athènes par Eric Riendeau-Fontaine, B.A. et Jacques J. Perron  philosophe, Production multimédia: Georges Beaulieu, M.A., Eric Edelman philosophe (La place de l'autre dans le développement de ma vie intérieure)
  - Ateliers avec Andrée Brassard et Georges Beaulieu (Ecriture « Poiêsis et Sophia »), Yvon R. Théroux (Le dialogue), Cécile Béliveau (Bonheur et sortie de l'enfermement), Sylvain Pinard (Dans la nature, bonheur de la conscience), Isabelle Fabien (Les interrogations philosophiques de l'art).

### Thèmes des Cafés-philo de 1999 à la fin de 2009
- Chacun des six Colloques comportaient une séance de Café-philosophique portant sur le même thème que le colloque dont il faisait partie. Ils étaient tous animés par Jacques J. Perron.

- Les thèmes couverts par les autres Cafés-philo
  - Collaboration aux Café-philo de L'Agora avec Claude Gagnon et Jacques Perron
  - Y a-t-il une bonne et une mauvaise violence? avec Claude Libersan
  - Vivons-nous en démocratie? avec Claude Libersan
  - Connaissance de soi : le livre de la vie avec Claude Libersan
  - Quel est le sens d'une vie individuelle avec Jacques J. Perron
  - Autonomie: rêve ou devoir humain? avec Claude Libersan
  - Quelle Spiritualité? avec Claude Libersan
  - Dans le cadre des journées de la culture du Vieux-Longueuil avec Jacques J. Perron (deux années consécutives)

### Les films discutés lors des Ciné-club philosophiques
- Le Septième Sceau d'Ingmar Bergman (1957)
- Les Damnés, Luchino Visconti (1969)
- Une histoire vraie (The Straight Story), de David Lynch (1998)
- Dogville de Lars von Trier (Nicole Kidman)
- Kaos de Paolo et Vittorio Taviani. Inspiré de trois nouvelles de Luigi Pirandello (1984)
- Journal d'un curé de campagne (film français en noir et blanc, de Robert Bresson, réalisé en l940)
- Le Sacrifice de Audry Tarkovsky
- La mer intérieure d'Alejandro Amenabar
- Stalker de Tarkovsky
- Cléo d'Agnès Varda
- Orphée de Jean Cocteau
- La Beauté du diable de René Clair
- La Voie lactée de Bunuel
- La Matrice (Matrix) des réalisateurs Andy et Larry Wacowski
- La vie secrète des mots d'Isabel Coixet
- L'amour est un pouvoir sacré (Breaking the Waves) de Lars von Trier (1996)
- Amen de Constantin Costa-Gavras (2001-2002)
- La Dernière marche (Dead man walking) de Tim Robbins (1995)
- Douze hommes en colère (12 angry men) de Sidney Lurnet (Henry Fonda)
- Une vérité qui dérange (An Inconvenient truth) de Davis Guggenheim (Al Gore) (2006)
- Les Ailes du désir (Der Himmet Über Berlin) de Wim Wenders (1987)
- Sonate d'Automne de Ingmar Bergman (1978

### Grande rencontre avec...
Hubert Reeves, Astrophysicien, poète et philosophe engagé et auteur. Thème: Santé de la Terre et santé des humains.

## Sources
- La Compagnie des philosophes  Portfolio - Curriculum 10e anniversaire (1999 - 2009.
- Entretien avec Jacques J. Person - La Compagnie des philosophes - publié dans Liber Bulletin, Montréal, No.13, novembre 2009, p. 12